# Сапожнята
Сапожня́та (рос. Сапожнята) — присілок у складі Слободського району Кіровської області, Росія. Входить до складу Бобінського сільського поселення.
Населення становить 107 осіб (2010, 106 у 2002).
Національний склад станом на 2002 рік — росіяни 93 %.